# Musée lapidaire d'El Kantara
Le musée lapidaire d'El Kantara est un musée situé sur la commune d'El Kantara dans la wilaya de Biskra, en Algérie.

## Historique
Gaston de Vulpillières, archéologue, mort en 1933, a consacré les vingt-cinq dernières années de sa vie à la fondation de ce musée.

## Collections
Le Musée lapidaire d’El Kantara possède une collection de stèles, de statues, des inscriptions sur pierre, des fragments architecturaux, des sarcophages funéraire et de poteries trouvés à la suite des fouilles archéologiques entamées dans la ville romaine et ses alentours.